# ماركو كولومبو
ماركو كولومبو (بالإيطالية: Marco Colombo)‏ هو سباح إيطالي، ولد في 2 أغسطس 1960 في بيرغامو في إيطاليا.

## وصلات خارجية
- ماركو كولومبو على موقع الاتحاد الدولي للسباحة (الإنجليزية)
- ماركو كولومبو على موقع أوليمبيديا (الإنجليزية)